# Quartet de corda núm. 1 (Kabalevski)
El Quartet de corda núm. 1 en la menor, op. 8, de Dmitri Kabalevski va ser el primer dels dos que va compondre.
Va ser escrit el 1928, durant els seus estudis a la classe de Nikolai Miaskovski al Conservatori de Moscou, i va suposar-li un ardu treball. "Que difícil va ser escriure aquest quartet. No esperava que m'anés a costar tantes energies", recordava tretze anys després en una carta al seu antic professor. Va ser estrenat el 3 d'abril de 1929 pel Quartet del Conservatori de Moscou, que dos anys després es va convertir en el Quartet Beethoven.
El quartet dura uns 30 minuts i està estructurat en quatre moviments fent ús de la forma cíclica:
- 1. Andante - Allegro moderato. La seva introducció modal ha sigut comparada amb el minimalisme de Górecki o el tintinnabuli de Pärt,[3][4] mig segle posteriors.

- 2. Vivace. Un scherzo "bulliciós i summament rítmic" on "una melodia popular russa és percudida per sobre d'una pulsació de semicorxeres".[5]

- 3. Andantino. Contrasta amb l'scherzo precedent amb el seu "material temàtic reflexiu i sotmès".[5]

- 4. Allegro assai. Una "roda bartókiana d'espurnes i danses trepitjants, meitat russa meitat gitana".[6]